# マラッカ海峡の海賊

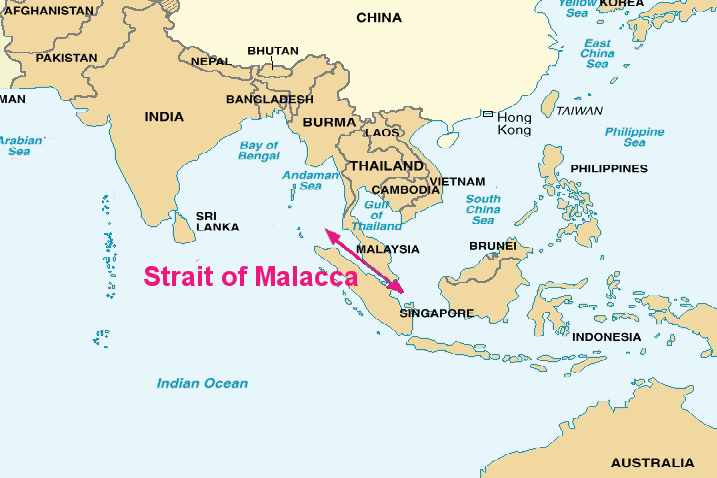
マラッカ海峡（Strait of Malacca）

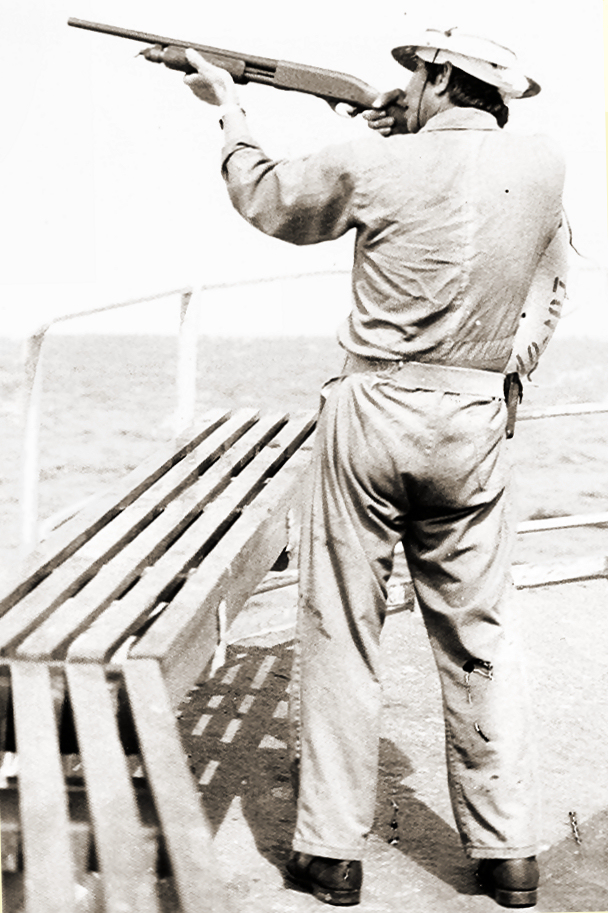
マラッカ海峡で海賊撃退の訓練を受けるアメリカ商船の船員。1984年

マラッカ海峡の海賊（まらっかかいきょうのかいぞく）とは、長さ900キロメートルの狭いマラッカ海峡を通る船にとって、歴史上の問題だった。近年は国際海事局（IMB）の主導により、 インドネシア、マレーシア、シンガポールが協力しての監視体制が強化されたため、劇的に減少している。
マラッカ海峡は狭く、小さな島々が何千とあり、多くの河川が注ぎ込んでおり、海賊が隠れたり逃走したりするのに適している。一方で、この海峡は中国とインドとの海上交易路として重要であり、通行量も多い。近年ではスエズ運河から来るヨーロッパの船、ペルシア湾岸からの石油輸送船の東アジアへのルートとしても重要である。

## 歴史
古来、マラッカ海峡の海賊は、単に彼らの生活手段というだけではなく、政治的にも重要な意味を持った。この付近の国家の統治者たちは、自身の支配力を維持するため、しばしば海賊と協力し合っている。
例えば、14世紀にパレンバンのシュリーヴィジャヤ王国の王子だったパラメスワラは、この海域で活躍するオランラウト族の海賊の協力を得て、マラッカ王国を建国している。
15世紀から19世紀にかけて、マレー半島周辺の海賊は地元だけではなく、東南アジアの植民地支配にも影響を与えた。当時、この地域の支配を試みていたポルトガル、オランダ、イギリスも南シナ海やマラッカ海峡で海賊被害にあっている。
特に18世紀から19世紀にかけて、ヨーロッパ人による香辛料貿易が盛んになって、マラッカ海峡の交通量が増大し、当時この地域に住む人々が貧しかったこともあって、多くの人々が海賊行為に参加した。海賊行為は植民地支配の抵抗運動の一つでもあった。また、中国の清政府から追われた漢民族による海賊もあった。
1830年代、この地域を支配しているイギリスとオランダは、海賊行為の取り締まりに力を入れた。両国はマラッカ海峡を2つに分け、それぞれの分担地域で海賊を取り締まることになった。この境が、今日のマレーシアとインドネシアとの国境線になっている。これが功を奏し、1870年代までは比較的海賊行為が減少している。

## 近年の海賊

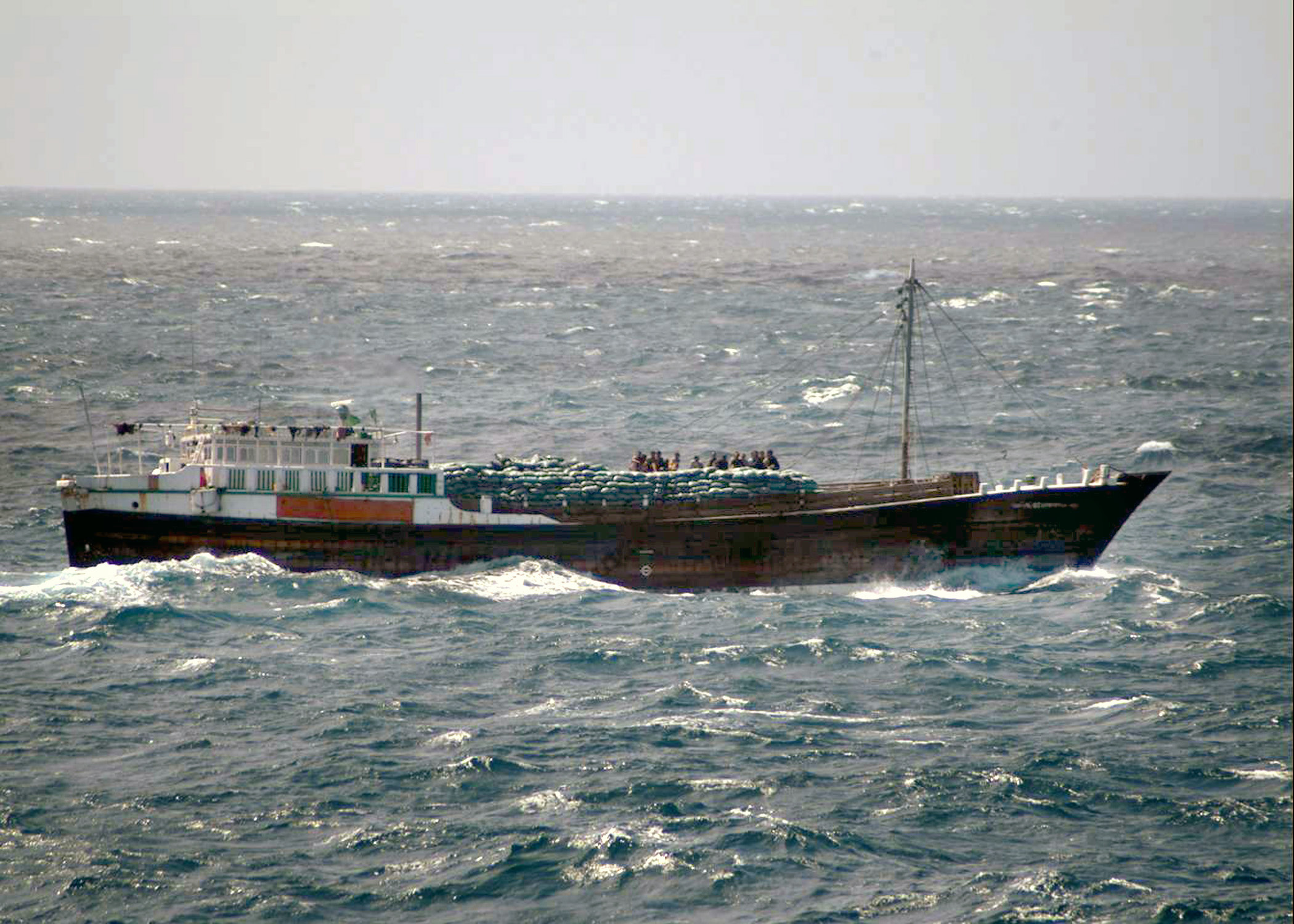
2006年、海賊の疑いで捜査されたマレーシア西部を航行するダウ船

マラッカ海峡を通過する船は、年間9万隻にも上っている。特に、中東から東アジアへの石油輸送ルートとして重要である。
国際海事局（IMB）によると、この地方の海賊の主な拠点はインドネシアである。海賊は、主に3タイプに分けられる。独立した海賊専門グループ、犯罪組織の下部組織としての海賊、テロリストの一味としての海賊である。海賊専門グループは、攻撃しやすい船を選んで襲う傾向にある。犯罪組織の下部組織の海賊は、計画性と技術に長けており、大型荷物や乗客員の誘拐などを目的とすることが多い。テロ関連グループは、テロ活動の資金集めだったり、海賊行為そのものが狙いだったりと目的はさまざまである。また、インドネシアの自由アチェ運動のような反政府組織が関与しているとする説もある。
この地域で特に海賊が増えたのは、1997年のアジア通貨危機以降である。発生件数は発表元によっても異なるが、例えば日本の海上保安庁による2006年の報告書によると、2000年が突出して多く80件であり、2002年にかけては一時的に減少に転じるものの、再び増加傾向となり2004年には45件に達している。2004年には世界の海賊行為の4割がマラッカ海峡で発生しており、2005年3月には日本船籍の「韋駄天」の乗員が海賊に誘拐される事件も発生している。
2001年に発生したアメリカ同時多発テロ事件（911）以降、海賊とテロリズムとの関連を疑う人もいる。ただしアメリカ連邦海事局（MARAD）の専門家は、テロリズムと海賊行為とは区別しなければならないとし、また、港の停泊船を襲うギャングと海賊も区別する必要があるとしている。また、海賊行為は単なる海上の暴力行為ではなく、複数の問題が絡んだ複雑な案件であり、その対策もさまざまであると主張する専門家もいる。
IMBの報告によると、マラッカ海峡の海賊行為は2004年から減少に転じている。2005年には79件だったものが2006年には50件となっている。一方、2005年からはソマリア沖の海賊が急増、マラッカ海峡の海賊発生件数は2007年には2位に後退した。ただしIMBは2007年10月、インドネシアは依然世界で最も海賊行為が盛んな地域の一つであり、2007年1月からの発生件数はすでに37件であると報告している。ロンドンの保険組合ロイズも2006年、マラッカ海峡が保険対象としては戦争地域に準ずる危険度であると宣言している。ロイズのこの宣言が出たのは、シンガポールとインドネシアが海と空のパトロール強化を始めた後のことであった。
海賊行為の被害としては、直接奪われた品に注意が行きやすい。奪われることが多いのは、船内売店のもの、エンジン部品、現金、乗員の持ち物などである。しかし、実際の被害はそれに留まらず、海賊対策や保険にかかる費用も増加する。

## 海賊対策
2000年、東京で海賊対策の国際会議が開催され、2001年からは日本の国際協力機構が主体となって周辺国の関係者を集めた海賊対策研修が実施されている。
海賊行為の取り締まりには、海上、航空パトロールに加えて、さまざまな技術が用いられている。例えば、IMBの2006年の年次報告書では、2004年7月以降は積載500トン以上の船は警報システム、とりわけリアルタイムで近くの船舶を表示するシステムを備えざるを得なくなったと報告されている。また、ASEAN船主連盟（FASA）は、海賊行為の発生位置、襲撃方法、結果についてのデータベースの提供を開始している。さらに2006年には海賊対策のため、日本主導で東南アジアを主体とした14か国によるアジア海賊対策地域協力協定（ReCAAP）が締結され、この下部機関としてシンガポールに情報共有センター（ISC）が作られている。また、2006年には日本がインドネシアに対して巡視船を3隻、無償供与することを決定。2008年にインドネシア海上警察に引き渡され運用が始められている。
海賊対策には必ずしも大国の協力は歓迎されない。例えば2004年にアメリカ合衆国が海峡警備を申し出ているが、インドネシアとマレーシアはこれに反対している。それでもインドネシアは自国に十分な海賊対策能力が無く、2006年にはインド海軍とインド沿岸警備隊の協力を得る合意を結んでいる。インドは、マラッカ海峡警備のためにアンダマン・ニコバル諸島に無人航空機の基地を設け、アンダマン海の警戒に当たっている。中国もミャンマーからココ島の軍事使用権を得て警戒に当たっている。
また、日本では2011年12月に武器輸出三原則が緩和されたため、武装巡視艇を友好国に供与することが可能になったので、政府は東南アジア各国に、海上保安庁の中古巡視艇の提供を検討している。
マラッカ海峡を通らなくて済むよう、クラ地峡に運河を通す事業も提起されているが、周辺国の思惑で、中々実現しないままである。
2017年、インドネシアの海賊件数は43件となり、ここ2年で半数以下に減少した。

## マラッカ海峡の著名な海賊
- 梁道明（英語版） 14世紀